# Juan Cuamatzi López
General Juan Cuamatzi López, (1877-1911). Fue un militar mexicano que participó en la Revolución mexicana

## Biografía
Juan Cuamatzi nació el 26 de Enero de  de 1877 y murió el 26 de febrero de 1911. Hijo de los señores Jose Arcadio Cuamatzi Cuamatzi y María de la Luz López, en el  Barrio de Juarez, perteneciente, al municipio de San Bernardino Contla, Tlaxcala. Sus padres se dedicaban a la elaboración de artesanías entre ellas, los sarapes, cobijas y jorongos, por lo que creció entre hilos y telares; desde muy pequeño conoció las faenas del campo y lo difícil que es comercializar las artesanías; asiste a la escuela primaria y cursa únicamente el primer grado, donde aprende a leer y a escribir lo necesario. A los 22 años lo eligieron como Regidor suplente durante las elecciones presidenciales, de las que resultara triunfador Esteban Romero encabezador de la planilla rebelde y en la cual Juan Cuamatzi figuraba como Regidor Propietario; sin embargo, el gobierno no quedaría conforme y mandaba encarcelar al Presidente Romero para doblegar a los demás municipios, sucedió lo contrario y los seguidores de Cuamatzi obligaron al gobierno a reconocerlo Presidente Municipal. Juan Cuamatzi como otros caudillos, era enemigo de la reelección, estaba en contra de que un presidente fuera electo dos veces consecutivas; así se unió al partido antirreeleccionista. Asiste a la casa de reunión de los antirreeleccionistas en la ciudad de Puebla, donde se encontraban Andrés y Melitón García, y los hermanos Serdán, (1909). El 14 de mayo de 1910, acompaña en su visita a Puebla y Tlaxcala al candidato antirreeleccionista Francisco I. Madero. Comenzó a recibir instrucciones revolucionarias de don Aquiles Serdán para que se levantara en armas el 26 de mayo de 1910. Las juntas para organizar la revolución se llevaron a cabo en Zacatelco, San Manuel, Amaxac y Contla. Juan Cuamatzi y sus hombres se levantaron en armas el día acordado y juntaron grupos armados de varios pueblos, formando una columna de 300 hombres. Fracasaron en su intento, cuando se disponía a avanzar sobre Tlaxcala, recibieron una contraorden de Aquiles Serdán para que se aplazara el levantamiento hasta nuevo aviso, Cuamatzi se replegó hacia las faldas de la Malintzi; su espera fue en vano pues Serdán fue asesinado.

### Captura y muerte
Entonces Cuamatzi bajó de la montaña y después de haber conseguido municiones participa el 20 de noviembre de 1910 en la revolución; el 2 de febrero de 1911, nuevamente Cuamatzi al frente de sus hombres se apodera de la fábrica de hilados "los Molinos" que se encontraba en Atlixco, Puebla. Por aquellos días el gobernador porfirista Próspero Cahuantzi ordenaría el ataque al campamento de Juan Cuamatzi, ubicado en el rancho de Xaltelulco, en las faldas de la Malintzi; después de varios intentos las tropas revolucionarias fueron derrotadas, Juan Cuamatzi con cinco de sus hombres fueron hechos prisioneros por el batallón de Puebla al mando del Coronel Aureliano Blanquet. Juan Cuamatzi fue asesinado por el gobierno en Panzacola, Tlaxcala, el 26 de febrero de 1911. Su cuerpo fue sepultado en Santo Toribio Xicohtzinco, en septiembre de 1919, sus restos fueron trasladados y sepultados en la Rotonda de los Hombres Ilustres de Tlaxcala.

## Corrido
El corrido de Juan Cuamatzi escrito por el compositor Pedro Peralta Hernández, describe brevemente su participación en la Revolución Mexicana
Señores tengan Presente
Lo que les vengo a Contar
La historia de un rebelde
Que llegó a ser General.

Juan Cuamatzi se llamaba
Contla su tierra natal
y su tumba ahí se encuentra
en el atrio parroquial.

Fueron 300 rebeldes
que Cuamatzi comando
y bajaron de la montaña
a morir por la nación.

Vinieron de muchas partes
a las filas a ingresar
y decían cuando iban llegando
estoy presente general.

En el campo de batalla
siempre peleo con valor
y aunque murió fusilado
su pueblo no lo olvido.

Las campanas de la iglesia
llamaban a la reunión
y gritaban muchos valientes
¡Viva la revolución!.

Aquel 26 de febrero
nunca se deba olvidar
murió por darnos tierra
y también la libertad.

Juan Cuamatzi se llamaba
presente lo tengo yo
pues vivió y murió en esta tierra
que es cuna de la nación.

## Cronología de la vida de Juan Cuamatzi
1901.- Participa en reuniones de vecinos de San Bernardino Contla, para protestar por el despojo de tierras comunales de esa población que había realizado el entonces gobernador porfirista de Tlaxcala, coronel Próspero Cahuantzi, quien instaló en las mismas, su rancho La Concepción.
1906.- Participa en las elecciones distritales y municipales enarbolando la protesta por el despojo de tierras, resultando electo el primer edil de San Bernardino Contla.
1908.- El Congreso del Estado desconoce a Juan Cuamatzi como presidente municipal, convocando nuevas elecciones, donde resulta elegido alcalde el señor Nicolás Reyes.
1909.- Junto con otros tlaxcaltecas asiste a las casas de reunión con los antirreeleccionistas de la ciudad de Puebla, entre ellos Andrés y Melitón García, y los hermanos Serdán.
1910.- 14 de mayo acompaña en su visita a Puebla y Tlaxcala al candidato antirreeleccionista Francisco I. Madero, en donde Aquiles Serdán presenta ante este personaje a nuestro ilustre paisano.
El 26 de mayo, junto con 300 paisanos sorprenden al presidente de su pueblo, Nicolás Reyes, llevándolo a la ciudad de Tlaxcala en un levantamiento formal contra la dictadura porfirista, luego de llevar un buen recorrido hacia la capital del estado, es obligado a abortar su levantamiento y huir a la ciudad de Puebla.
18 de noviembre, por la noche recibe la noticia en San Bernardino Contla de la muerte de su amigo Aquiles Serdán y la detención de sus hermanos a cargo de soldados federales que armados lograron decomisar armas en la casa de esta familia poblana.
El mismo mes Cuamitzi comunica a la junta revolucionaria de Puebla estar preparando acciones militares de guerrillas desde su base en las faldas de la Malintzi.
1911.- 26 de enero, nuevamente comunica a la junta revolucionaria de Puebla estar listo con un contingente armado y bien organizado para realizar acciones militares en varios puntos de la entidad poblana.
2 de febrero Cuamatzi junto con sus hombres toma por las armas la fábrica textil "Los Molinos" de la población de Atlixco, Puebla en donde obtiene dinero y armas y escapa del cerco militar que se establece para combatirlo.
8 de febrero. La junta revolucionaria de Puebla recibe un comunicado en parte sin novedades de Juan Cuamatzi, fechado en el rancho San Bartolo, en las cercanías de Izúcar de Matamoros, Puebla en donde informa que se trasladará a su base militar en las faldas de la Malintzi.
Para finales del mes la Junta recibe otro comunicado del guerrillero indicando su posición en el rancho de Xaltelulco, Municipio de San Pablo del Monte.
25 de febrero. Fuerzas federales al mando del coronel Cruz Guerrero se enfrentan a las fuerzas de Cuamatzi resultando derrotados los primeros, recibiendo refuerzos de tropas militares del 29 batallón, así como de los rurales de Tlaxcala; ante la falta del parque en las fuerzas de Cuamatzi se produce una dispersión de los rebeldes; resultando herido Juan, quien es escondido en una casa de Papalotla, Tlaxcala, en donde es localizado por los federales quienes lo detienen con su ayudante Luciano Barruecos.
26 de febrero. Juan Cuamatzi, sin más trámite que su identificación, es fusilado junto con dos de sus colaboradores en Panzacola, Tlaxcala.
1919.- Sus restos son exhumados y depositados en la Rotonda de los Hombres Ilustres de Tlaxcala.